# Petite Rivière de l'Artibonite
Petite Rivière de l'Artibonite är en ort i Haiti.   Den ligger i departementet Artibonite, i den centrala delen av landet, 70 km norr om huvudstaden Port-au-Prince. Petite Rivière de l'Artibonite ligger 27 meter över havet och antalet invånare är 155 272.
Terrängen runt Petite Rivière de l'Artibonite är kuperad åt sydost, men åt nordväst är den platt. Runt Petite Rivière de l'Artibonite är det ganska tätbefolkat, med 248 invånare per kvadratkilometer. Petite Rivière de l'Artibonite är det största samhället i trakten. Trakten runt Petite Rivière de l'Artibonite består till största delen av jordbruksmark.